# Nora Ancarola
Nora Ancarola (Buenos Aires, 1955) és una artista visual, gestora cultural i docent d'origen argentí que viu i treballa a Barcelona des de l'any 1978.

## Formació
Tenia 21 anys quan va fugir de l'Argentina, l'any 1977, degut a les repressions després del cop d'estat al seu país. Després de viure a Madrid i a Sitges, finalment es va instal·lar a Barcelona. Llicenciada en Belles Arts per la Universitat de Barcelona, fou docent a l'Escola Superior de Disseny i Art Llotja des del 1988.

## Trajectòria professional
Des de l'any 1998 co-dirigeix MX ESPAI 1010, un espai d'art contemporani de Barcelona, junt amb Marga Ximenez, amb qui crea també Edicions 1010 l'any 2004. Nora Ancarola ha realitzat al llarg de la seva carrera professional estudis sobre tècniques, processos i expressions audiovisuals, així com teoria i pràctiques d'art contemporani. La seva obra destaca per l'ús de tècniques multidisciplinàries amb la finalitat d'explorar la interacció entre ficció i realitat, i com aquesta interacció respon a una intenció reflexiva del present. Allà on exposa la seva obra, ho fa integrant l'obra a l'espai i a la història de l'indret on l'exposa. En els seus últims projectes destaquen les col·laboracions amb altres artistes i agents culturals, i la participació a multitud d'exposicions.
L'artista ha anat desenvolupant diferents projectes, dels quals destaquen Río de (la) Plata (1996), Constel·lacions (2000), Naranjitas de la Xina (2001), Trilogia de la privadesa, que comprèn Sibil·la, Domus Aurea i Antikeres, en col·laboració amb Marga Ximenez (2004-2010), Optimització combinatòria, en col·laboració amb Ulla Blanca Lima i Laia Manonelles (2016) i Polititzacions del malestar, en col·laboració amb Laia Manonelles i Daniel Gasol (2017). També és reconeguda per les videoinstal·lacions ubicades en diferents espais arreu del món: Correcció (1991), Madelaine (2003), Sibil·la (2004), Domus Aurea (2007) i Kenosi–Anti-Keres (2010); i pels videopoemes com per exemple Malefici (2005), Confabulacions (2006), Darrere el mur (2007) o Fissura (2008). Com a pintora, l'artista ha creat diverses obres, entre les quals destaquen Obscuritas mentis (1991), Correcció (1991-1992), Paisatge submergit (1992-1993), Berisso submergit (1995) i Entrellibres-Ales (2010). A més, ha publicat sota el segell Edicions 1010 els següents llibres d'artista: Confabulacions, amb poemes de Carlos Vitale i imatges i vídeo de Nora Ancarola (2006); Darrere el mur una paret, amb poemes de Koldo Izaguirre, imatges d'Erramun Landa i vídeo de Nora Ancarola (2007); i Fissura, amb poemes de Carles Hac Mor i Ester Xargay, imatges de Nora Ancarola i imatge de la contraportada de Marga Ximenez (2008).

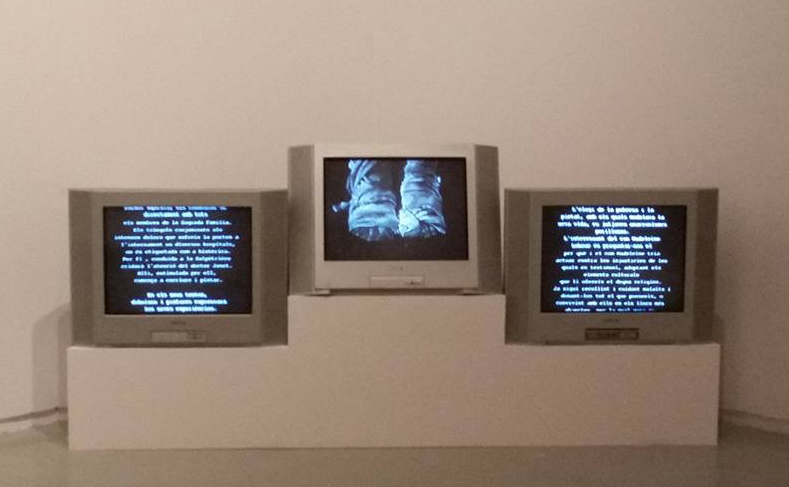
Element de la videoinstal·lació per a «Madelaine».

Gran part de l'obra d'Ancarola dels últims anys –Trilogia de la privadesa (Sibil·la, Domus Aurea i Antikeres), Polititzacions del malestar i Optimització combinatòria, principalment- orbita al voltant de la premissa “allò personal és polític” de la feminista Carol Hanisch, un concepte també desenvolupat per Kate Millett als anys seixanta. L'artista enfoca la tristesa, el dolor, la malaltia, la vellesa i la mort, reduïdes tradicionalment a l'espai domèstic, ocultes en el camp de la privadesa, i que s'han aïllat del marc social i polític. Segons exposa Laia Manonelles a l'article «La estética del cuidado; la creación como actitud y compromiso», a través del seu art, tot allò reduït al camp de la privadesa es visibilitza i es comparteix; es tracta de tornar a la societat allò que invisibilitza, i de retornar el caràcter col·lectiu al sofriment. També ens recorda que l'artista utilitza l'art com a via per exposar, reivindicar i repensar la politització del malestar.
El 2024, el Museu Nacional d'Art de Catalunya adquirí per primer cop una obra seva, passant a formar part del fons permanent. Durant el 2025, el museu incorpora una intervenció de l'artista en un espai anomenat Dones per dones, en diàleg amb altres intervencions de Eulàlia Valldosera i Mar Arza.

## Gestió cultural
Nora Ancarola també ha treballat com a gestora cultural i comissària de cicles i exposicions. A MX ESPAI 1010 comissaria el cicles anuals «Altres pells», «Novíssims», «Art mínim», «Videopak» i «Llindars (el desconegut dels coneguts)», entre d'altres activitats. És en aquest espai on crea, a més a més, llibres d'artista en col·laboració amb altres professionals.
MX Espai 1010 és un projecte fundat el 1998 per Marga Ximenez i co-dirigit per Nora Ancarola des del 2000. Fou creat per a la difusió i l'intercanvi interdisciplinari de les arts visuals vinculant tecnologia i tradició. S'hi exposen artistes dins l'àmbit de la investigació contemporània, a la vegada que és una plataforma per a joves creadors. També s'hi fan treballs d'investigació tecnològica i científica, aplicats a les arts visuals.
L'any 1999, Nora Ancarola i Marga Ximenez, des de MX Espai 1010, inicien l'edició de llibres d'artista sota el segell Edicions 1010. Produeixen llibres fets a mà on conflueixen la poesia i l'obra visual. Són llibres singulars, de curta edició, amb impressions digitals, trànsfers, gravats calcogràfics, pàgines de vellut i acabats individualitzats. L'any 2008 Edicions 1010 va rebre el Premi a les Iniciatives de l'Associació de Crítics d'Art de Catalunya. Fins ara Edicions 1010 ha creat dues col·leccions i ha editat set llibres: per una banda, la Col·lecció A (Atenea) se centra en la visualització dels poemes amb un joc imatge-text i amb acabats i materials inusuals. D'aquesta col·lecció s'han editat llibres amb els poetes Antoni Clapés, Montserrat Abelló, Neus Aguado i Carme Riera, i amb les intervencions plàstiques de Marga Ximenez. Per altra banda, la Col·lecció B (Babau) té un format diferent, inclou imatges audiovisuals a través d'un DVD, i incorpora un vídeo amb la veu del propi poeta. S'hi inclouen poemes de Carlos Vitale, Koldo Izagirre (amb gravats d'Erramun Landa), Carles Hac Mor i Ester Xargay, amb imatges i documentals de creació videogràfica de l'artista.